# Peter Habeler
Peter Habeler, född 22 juli 1942 i Mayrhofen, Zillertal, är en österrikisk bergsbestigare. Först att bestiga Mount Everest utan syrgas tillsammans med Reinhold Messner 1978. Försökte även att bestiga Mount Everest utan syrgas 2000 men misslyckades.

## Meriter
- 1976: Gasherbrum I (Hidden Peak)
- 1978: Mount Everest utan syrgas
- 2000: Mount Everest nådde ca 8 000 m